# J'ai changé mon destin
Pour plus de détails, voir Fiche technique et Distribution.
J'ai changé mon destin (Time and Again) est un téléfilm américain réalisé par Penelope Buitenhuis et diffusé le 5 mai 2007 sur Lifetime Movie Network.

## Synopsis
Anne, une brillante jeune femme, est accaparée par son travail. Sa vie est brisée lorsque son mari et sa fille sont victimes d'un accident de voiture. Elle se sent coupable, voit un psychologue. Elle reçoit la visite d'un notaire qui lui annonce le legs de sa grand-tante en héritage d'une étrange maison située à environ une trentaine de kilomètres de là où elle vit, dans la petite ville d'Harrisford. Anne décide de la rénover et au cours de travaux, découvre une étonnante boîte à musique. Elle s'installe chez les Walken qui tiennent des chambres d'hôtes. Au cours de sa première nuit chez les Walken, elle entend Chloé, sa fille, l'appeler. Le phénomène se répète avec l'apparition d'enfants surgis de nulle part. Et si cette boîte à musique était dotée d'étranges pouvoirs ? En effet, quand elle l'ouvre, sa vie et celle de ses proches sont bouleversées et ceux qu'elle croyait disparus reviennent.

## Fiche technique
- Titre original DVD : Cheating Fate
- Réalisation : Penelope Buitenhuis
- Scénario : David Golden
- Société de production : Front Street Pictures
- Durée : 90 minutes
- Pays de production :  États-Unis
- Date de première diffusion :
  - États-Unis : 5 mai 2007[1]

## Distribution
- Brooke Burns : Anna Malone
- Paul Anthony : Billy Moss
- Beau Starr : Mac Walkin
- Christina Jastrzembska : Madame Walkin
- Morgan Brayton : Susan Nash
- Ben Cotton : Charlie
- David Ingram : Neil Malone
- Erika-Shaye Gair : Chloe Malone
- Camille Mitchell (en) : Docteur Maria Yates
- Scott Hylands : Shérif
- Brittany Milne : Jeune fille
- Igor Hudacek Jr. : Jeune garçon
- David Franco : James Elliot
- Michael Challenger : Jeune homme
- Karen Austin : Caroline Nash
- Martha Christianson : Assistante du shérif